# メイプル・リーフ・ラグ

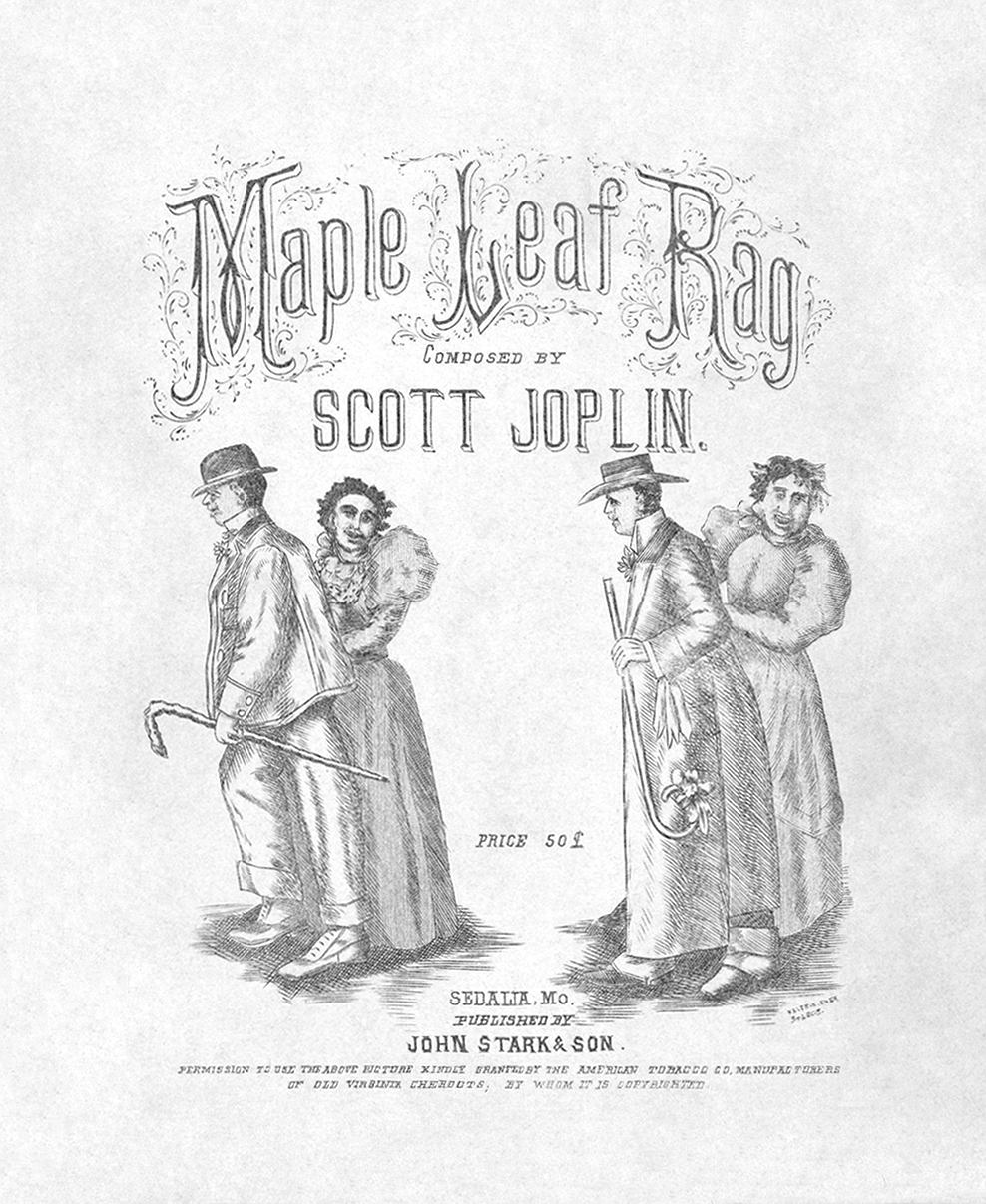
初版の楽譜の表紙

『メイプル・リーフ・ラグ』（英: Maple Leaf Rag）は、スコット・ジョプリンが1899年に楽譜を出版したピアノのためのラグタイム。曲名の「メイプル・リーフ」とは、英語で「カエデの葉」のことである。ジョプリンの作品の中でも有名なものの一つであり、ジョプリンのラグタイム作品としては『オリジナル・ラグ』に次ぐ2作目だった。

## 出版までの経緯

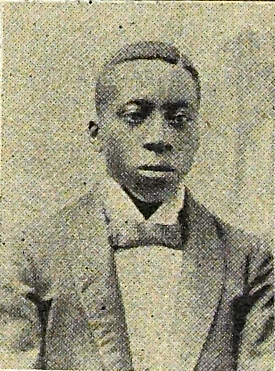
アーサー・マーシャル、1900年撮影。

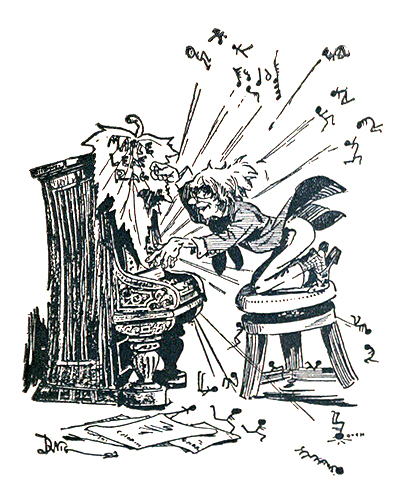
『メイプル・リーフ・ラグ』を演奏する男性が絵描かれた漫画

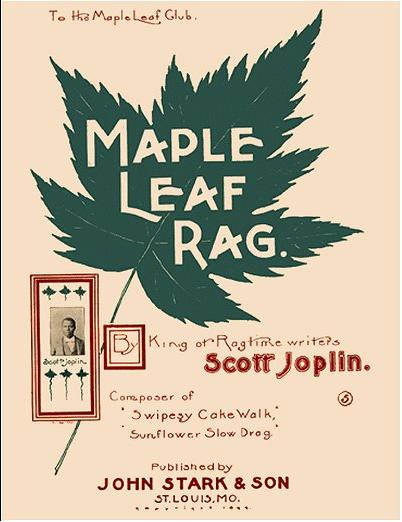
第2版の表紙

『メイプル・リーフ・ラグ』はミズーリ州セダリアと関連するとされる。ジョプリンは1890年代初にはアメリカを旅しながらミュージシャンとして演奏しており、1894年にセダリアに着いてアーサー・マーシャル（マーシャルはのちにジョプリンのもとで学び、ラグタイムの作曲家になった）の家に身を寄せた。ジョプリンはダンスパーティーやセダリアの主だった黒人向けクラブでソロミュージシャンとして演奏し、演奏したクラブには「メイプル・リーフ・クラブ」（Maple Leaf Club）も含まれた。曲名が「メイプル・リーフ・クラブ」に由来する可能性はあるものの、直接的な証拠はなく、セダリア周辺には「メイプル・リーフ」の由来になりうるものが多数あった。
『メイプル・リーフ・ラグ』が発表された頃にはラグタイム作品が数百作は出版されていたが、ジョプリンが流行に乗り遅れたわけではなかった。ジョプリンが出版したラグタイム作品は1899年3月の『オリジナル・ラグ』が最初だったが、『メイプル・リーフ・ラグ』は1899年に楽譜が出版される以前にすでにセダリアで知られており、作曲家・ピアニストのブラン・キャンベルは1898年ごろに同作の手稿を見たことがあると主張した。ジョプリン自身は出版の前に成功を予想しており、マーシャルに「『メイプル・リーフ』は私をラグタイム作曲家の王にする」と述べた。
『メイプル・リーフ・ラグ』が出版に至った経緯はよく知られておらず、いくつかのお互い矛盾する説が存在する。いずれにせよ、ジョプリンは出版社を数社訪れた後、1899年8月10日にジョン・スティルウェル・スタークと出版契約を結び、楽譜1部の最低価格を0.25米ドルとし、印税を1部0.01米ドルとした。アメリカ合衆国著作権局が9月20日に楽譜2部を受け取ったため、『メイプル・リーフ・ラグ』が8月10日と9月20日の間に出版されたことは確実である。
『メイプル・リーフ・ラグ』は1900年/1901年に再出版され、緑色のカエデの葉とジョプリンの写真が入った新しい表紙が設計された。1903年、スタークがアレンジとして『メイプル・リーフ・ラグ・ソング』（Maple Leaf Rag Song）を出版、シドニー・ブラウン（Sydney Brown）による歌詞をつけた。

## 歌詞
原曲には歌詞がなかったが、1903年にスタークが出版した『メイプル・リーフ・ラグ・ソング』はシドニー・ブラウンによる歌詞がつけられた。ブラウンの歌詞ではバージニア州アコマック郡出身の貧しい男がダンス場に入り、自身の見た目について緊張したものの『メイプル・リーフ・ラグ』で喝采を受けた。ダンス場にいた男性たちは男を嫉妬したが、女性たちは男の周りに集まり、うち「最もいい女」（De finest belle）が馬車を呼び、2人が一緒に馬車に乗って去ったところで曲が終わる。

## 影響
1973年公開のアメリカ映画『スティング』のBGMとして使われ、同映画で使用された『ジ・エンターテイナー』と同様の知名度を誇っている。このほか、1983年に発売されたアーケードゲーム『ドミノ・マン』でBGMとして使用された。